# Panaeolus
Panaeolus (Fr.) Quél., 1872 è un genere di funghi basidiomiceti a cui appartengono funghi saprofiti che vivono su materia organica e su escrementi come i Coprinus da cui si distinguono per le lamelle non deliquescenti e l'aspetto grigiastro dovuto alla diversa epoca di maturazione delle spore su tutte le parti della lamella.
I Panaeolus hanno le seguenti caratteristiche.

## Descrizione del genere

### Lamelle
Adnate, larghe.

### Spore
Grandi, nere o bruno-nere.

### Gambo
Ben distinto dal cappello, senza anello e volva.

## Commestibilità delle specie
Mediocri, senza valore e velenose. Le velenose sono: Panaeolus sphinctrinus, Panaeolus cyanescens,  Panaeolus acuminatus, Panaeolus semiovatus e Panaeolus subbalteatus.

## Tassonomia

### Specie diPanaeolus
La specie tipo è il Panaeolus papilionaceus (Bull.) Quél. (1873), alcune altre specie sono:
- Panaeolus acuminatus
- Panaeolus cyanescens
- Panaeolus semiovatus (With.) S. Lundell (1938)
- Panaeolus subfirmus P. Karst., 1889
- Panaeolus subbalteatus